# Zona d'exclusió aèria
Una zona d'exclusió aèria (també coneguda com a NFZ, de les sigles angleses de no-flight zone) és un espai aeri en el qual està prohibit el trànsit d'avions, helicòpters, globus i dirigibles. Aquest tipus de zones s'imposen com a mesures de seguretat, o bé per motius militars o bé per esdeveniments especials. Són especialment conegudes la zona d'exclusió aèria imposada durant la Guerra de Bòsnia (Operació Deny Flight) i les zones imposades a Iraq després de la Segona Guerra del Golf el 1991 (Operació Northern Watch al nord del país i Operació Southern Watch al sud).